# Équipe de Roumanie de football au Championnat d'Europe 2000
L'équipe de Roumanie de football participe à son 3e championnat d'Europe lors de l'édition 2000 qui se tient en Belgique et aux Pays-Bas du 10 juin 2000 au 2 juillet 2000. Les Roumains se classent deuxièmes du groupe A puis ils perdent en quart de finale contre l'Italie.

## Phase qualificative
La phase qualificative est composée de neuf groupes et les neuf vainqueurs de poule ainsi que le meilleur deuxième sont qualifiés. Les huit autres deuxièmes s'affrontent en barrages d'où sortent quatre vainqueurs. Ces quatorze équipes accompagnent la Belgique et les Pays-Bas, qualifiés d'office pour l'Euro 2000 en tant que pays organisateurs. La Roumanie termine 1re du groupe 7.
| Rang | Équipe        | Pts | J  | G | N | P | Bp | Bc | Diff |  | Résultats (▼ dom., ► ext.) |     |     |     |     |     |     |
| ---- | ------------- | --- | -- | - | - | - | -- | -- | ---- |  | -------------------------- | --- | --- | --- | --- | --- | --- |
| 1    | Roumanie      | 24  | 10 | 7 | 3 | 0 | 25 | 3  | +22  |  | Roumanie                   |     | 1-1 | 0-0 | 2-0 | 4-0 | 7-0 |
| 2    | Portugal      | 23  | 10 | 7 | 2 | 1 | 32 | 4  | +28  |  | Portugal                   | 0-1 |     | 1-0 | 3-0 | 7-0 | 8-0 |
| 3    | Slovaquie     | 17  | 10 | 5 | 2 | 3 | 12 | 9  | +3   |  | Slovaquie                  | 1-5 | 0-3 |     | 0-0 | 3-0 | 2-0 |
| 4    | Hongrie       | 12  | 10 | 3 | 3 | 4 | 14 | 10 | +4   |  | Hongrie                    | 1-1 | 1-3 | 0-1 |     | 3-0 | 5-0 |
| 5    | Azerbaïdjan   | 4   | 10 | 1 | 1 | 8 | 6  | 26 | -20  |  | Azerbaïdjan                | 0-1 | 1-1 | 0-1 | 0-4 |     | 4-0 |
| 6    | Liechtenstein | 4   | 10 | 1 | 1 | 8 | 2  | 39 | -37  |  | Liechtenstein              | 0-3 | 0-5 | 0-4 | 0-0 | 2-1 |     |

## Phase finale

### Phase de groupe
| Groupe A |            |     |   |   |   |   |    |    |      |
|          | Équipe     | Pts | J | G | N | P | BP | BC | Diff |
| 1        | Portugal   | 9   | 3 | 3 | 0 | 0 | 7  | 2  | +5   |
| 2        | Roumanie   | 4   | 3 | 1 | 1 | 1 | 4  | 4  | 0    |
| 3        | Angleterre | 3   | 3 | 1 | 0 | 2 | 5  | 6  | -1   |
| 4        | Allemagne  | 1   | 3 | 0 | 1 | 2 | 1  | 5  | -4   |

| 12 juin 18h00 | Allemagne  | 1 | 1 | Roumanie   |
| 12 juin 20h45 | Portugal   | 3 | 2 | Angleterre |
| 17 juin 18h00 | Roumanie   | 0 | 1 | Portugal   |
| 17 juin 20h45 | Angleterre | 1 | 0 | Allemagne  |
| 20 juin 20h45 | Angleterre | 2 | 3 | Roumanie   |
| 20 juin 20h45 | Portugal   | 3 | 0 | Allemagne  |

| 12 juin 2000                      | Allemagne  | 1 - 1 | Roumanie    | Stade Maurice Dufrasne, Liège                       |                                                     |
| 18:00 · Historique des rencontres | Scholl 28e |       | Moldovan 5e | Spectateurs : 25 000 Arbitrage : Kim Milton Nielsen | Spectateurs : 25 000 Arbitrage : Kim Milton Nielsen |
| 18:00 · Historique des rencontres | (Rapport)  |       |             | Spectateurs : 25 000 Arbitrage : Kim Milton Nielsen | Spectateurs : 25 000 Arbitrage : Kim Milton Nielsen |

| 17 juin 2000                      | Roumanie  | 0 - 1 | Portugal       | Gelredome, Arnhem                                 |                                                   |
| 18:00 · Historique des rencontres |           |       | Costinha 90+4e | Spectateurs : 18 000 Arbitrage : Gilles Veissière | Spectateurs : 18 000 Arbitrage : Gilles Veissière |
| 18:00 · Historique des rencontres | (Rapport) |       |                | Spectateurs : 18 000 Arbitrage : Gilles Veissière | Spectateurs : 18 000 Arbitrage : Gilles Veissière |

| 20 juin 2000                      | Angleterre                    | 2 - 3 | Roumanie                                    | Stade du Pays de Charleroi, Charleroi      |                                            |
| 20:45 · Historique des rencontres | Shearer 41e (pen.) · Owen 45e |       | Chivu 22e · Munteanu 48e · Ganea 89e (pen.) | Spectateurs : 30 000 Arbitrage : Urs Meier | Spectateurs : 30 000 Arbitrage : Urs Meier |
| 20:45 · Historique des rencontres | (Rapport)                     |       |                                             | Spectateurs : 30 000 Arbitrage : Urs Meier | Spectateurs : 30 000 Arbitrage : Urs Meier |

### Quart de finale
| 24 juin 2000                      | Italie                    | 2 - 0 | Roumanie | Stade Roi-Baudouin, Bruxelles                       |                                                     |
| 20:45 · Historique des rencontres | Totti 33e · F.Inzaghi 43e |       |          | Spectateurs : 42 500 Arbitrage : Vítor Melo Pereira | Spectateurs : 42 500 Arbitrage : Vítor Melo Pereira |
| 20:45 · Historique des rencontres | (Rapport)                 |       |          | Spectateurs : 42 500 Arbitrage : Vítor Melo Pereira | Spectateurs : 42 500 Arbitrage : Vítor Melo Pereira |

## Effectif
Sélectionneur : Emeric Jenei
| No. | Pos.      | Joueur             | Date de naissance et âge | Sélec. | Club                  |
| --- | --------- | ------------------ | ------------------------ | ------ | --------------------- |
| 1   | Gardien   | Bogdan Lobonţ      | 18 janvier 1978          | 10     | Ajax Amsterdam        |
| 2   | Défenseur | Dan Petrescu       | 22 décembre 1967         | 89     | Chelsea               |
| 3   | Défenseur | Liviu Ciobotariu   | 26 mars 1971             | 22     | Standard de Liège     |
| 4   | Défenseur | Iulian Filipescu   | 29 mars 1974             | 34     | Betis Séville         |
| 5   | Milieu    | Constantin Gâlcă   | 8 mars 1972              | 54     | Espanyol Barcelone    |
| 6   | Défenseur | Gheorghe Popescu   | 9 octobre 1967           | 98     | Galatasaray           |
| 7   | Attaquant | Adrian Mutu        | 8 janvier 1979           | 4      | Inter de Milan        |
| 8   | Milieu    | Dorinel Munteanu   | 25 juin 1968             | 86     | VfL Wolfsbourg        |
| 9   | Attaquant | Viorel Moldovan    | 8 juillet 1972           | 48     | Fenerbahçe            |
| 10  | Milieu    | Gheorghe Hagi      | 5 février 1965           | 122    | Galatasaray           |
| 11  | Attaquant | Adrian Ilie        | 20 avril 1974            | 34     | Valence CF            |
| 12  | Gardien   | Bogdan Stelea      | 5 décembre 1967          | 65     | UD Salamanque         |
| 13  | Défenseur | Cristian Chivu     | 26 octobre 1980          | 3      | Ajax Amsterdam        |
| 14  | Milieu    | Florentin Petre    | 15 janvier 1976          | 15     | Dinamo Bucarest       |
| 15  | Milieu    | Ioan Lupescu       | 9 décembre 1968          | 68     | Dinamo Bucarest       |
| 16  | Milieu    | Laurenţiu Roşu     | 26 octobre 1975          | 12     | Steaua Bucarest       |
| 17  | Défenseur | Miodrag Belodedici | 20 mai 1964              | 50     | Steaua Bucarest       |
| 18  | Attaquant | Ioan Viorel Ganea  | 10 août 1973             | 12     | VfB Stuttgart         |
| 19  | Milieu    | Erik Lincar        | 18 février 1974          | 3      | Steaua Bucarest       |
| 20  | Milieu    | Cătălin Hîldan     | 3 février 1976           | 5      | Dinamo Bucarest       |
| 21  | Gardien   | Florin Prunea      | 8 août 1968              | 36     | Universitatea Craiova |
| 22  | Défenseur | Cosmin Contra      | 15 décembre 1975         | 12     | Deportivo Alavés      |

## Navigation